# Copa Italia 2019-20
La Copa Italia 2019–20 (en italiano: Coppa Italia y oficialmente: TIM Cup, por razones de patrocinio) fue la 73.ª edición del torneo, estuvo programada del 3 de agosto de 2019 al 17 de junio de 2020.
El Napoli se consagró campeón de esta edición al vencer a Juventus 4-2 en la tanda de penales.

## Sistema
Se confirma el sistema de las últimas temporadas, con 78 equipos participantes: los 40 clubes de Serie A y Serie B, 29 clubes pertenecientes a las Serie C y 9 clubes de las Serie D.
Toda la competencia se llevó a cabo en eliminación directa, con partidos únicos en cada ronda, excepto las semifinales: estas últimas se dividen en ida y vuelta, con el criterio de desempate por goles de visita. En caso de empate al final del tiempo regular, el ganador se identificaba por tiempo extra y eventuales penales.  
Durante las rondas preliminares, para usar el factor de campo es el equipo con el número de marcador más bajo (determinado por un sorteo preliminar). Los equipos que han terminado el Serie A en las primeras 8 posiciones ("sembradas") son admitidos directamente a la ronda de 16, con el partido que se jugará en casa: se observa una excepción si el oponente también participa en la categoría superior ("sin semillas") con un sorteo; este reglamento también es válido para los cuartos de final y las semifinales, pero en este último se utiliza para decretar qué equipo jugará el partido en casa. 
La final fue programada en el Estadio Olímpico de Roma.

### Estructura del torneo
|                            | Equipos que entran en este turno | Equipos calificados por ronda precedente        |
| -------------------------- | --- | ----------------------------------------------- |
| Primera ronda (36 equipos) | - 27 equipos de Grupo A Serie C 2018-19 (18 de estas están designadas "cabezas de series" del primer turno y vienen sus atribuidos los números de la tabla general del 43 al 60) - 8 equipos del Grupo B Serie C 2018-19 (del 2.º al 10.º puesto a exclusión del 3.º puesto del Pisa por ascendido a la Serie B) - 9 equipos del Grupo C Serie C 2018-19 (del 2.º al 10.º puesto) - 10 equipos del Grupo D Serie C 2018-19 (del 3.º al 12.º puesto, más la Viterbese Castrense, ganadora de la Copa Italia Amateur) - 9 mejores equipos de la Serie D 2018-19 |                                                 |
| Segunda ronda (40 equipos) | - 20 equipos de Serie B (todas designadas "cabezas de series" del según turno con atribución de números de tabla general) - 3 equipos descendidos de la Serie A 2018-19 - 12 equipos de las Serie B 2018-19 (del 3.º al 16.º puesto a exclusión del 5.º puesto del Verona promovido en Serie A y del 11.º puesto del Palermo no iscritto) - 5 equipos ascendidos de las Serie C 2018-19 - 2 equipos de Serie C (los cuales están atribuidos los números de tabellone 41 y 42) - 2 equipos descendidos de las Serie B 2018-19 (18.º y 19.º puesto)             | - 18 ganadores de la primera ronda eliminatoria |
| Tercera ronda (32 equipos) | - 12 equipos de Serie A (todas designadas "cabezas de series" del tercer turno con atribución de números de la tabla general del 9 al 20) - 9 equipos de la Serie A 2018-19 (del 9.º al 17.º puesto) - 3 equipos ascendidos de las Serie B 2018-19 | - 20 ganadores de la segunda ronda              |
| Cuarta ronda (16 equipos)  | | - 16 ganadores de la tercera ronda              |
| Fase final (16 equipos)    | - 8 equipos de Serie A (los "cabezas de series" del torneo, están directamente en la fase final son de la posición 1 al 8) - 8 equipos de la Serie A 2018-19 (del 1.º al 8.º puesto) | - 8 ganadores de la cuarta ronda                |

## Calendario
El calendario fue oficializado por la FIGC el 16 de julio de 2019, mientras el sorteo se planeó el 22 de julio, la sede de la Lega Serie A ubicado en Milán.
| Fase                 | Turno            | Sorteo de torneo principal                   | Sorteo de eliminatorias                        | Ida                         | Vuelta                      |
| -------------------- | ---------------- | -------------------------------------------- | ---------------------------------------------- | --------------------------- | --------------------------- |
| Rondas eliminatorias | 1.ª ronda        | 22 de julio de 2019 15:00 hrs. CEST en Milán | Ningún sorteo                                  | 3-4-6 de agosto de 2019     | 3-4-6 de agosto de 2019     |
| Rondas eliminatorias | 2.ª ronda        | 22 de julio de 2019 15:00 hrs. CEST en Milán | Ningún sorteo                                  | 10-11 de agosto de 2019     | 10-11 de agosto de 2019     |
| Rondas eliminatorias | 3.ª ronda        | 22 de julio de 2019 15:00 hrs. CEST en Milán | Ningún sorteo                                  | 16-17-18 de agosto de 2019  | 16-17-18 de agosto de 2019  |
| Rondas eliminatorias | 4.ª ronda        | 22 de julio de 2019 15:00 hrs. CEST en Milán | Ningún sorteo                                  | 3-4-5 de diciembre de 2019  | 3-4-5 de diciembre de 2019  |
| Fase final           | Octavos de final | 22 de julio de 2019 15:00 hrs. CEST en Milán | 6 de diciembre de 2019 15:00 hrs. CET en Milán | 9-14-15-16 de enero de 2020 | 9-14-15-16 de enero de 2020 |
| Fase final           | Cuartos de final | 22 de julio de 2019 15:00 hrs. CEST en Milán | 6 de diciembre de 2019 15:00 hrs. CET en Milán | 29 de enero de 2020         | 29 de enero de 2020         |
| Fase final           | Semifinal        | 22 de julio de 2019 15:00 hrs. CEST en Milán | Ningún sorteo                                  | 12-13 de febrero de 2020    | 12-13 de junio de 2020      |
| Fase final           | Final            | 22 de julio de 2019 15:00 hrs. CEST en Milán | Ningún sorteo                                  | 17 de junio de 2020         | 17 de junio de 2020         |

## Fases previas

### Tercera ronda
| Fecha                | Local      | Resultado | Visitante      |
| -------------------- | ---------- | --------- | -------------- |
| 18 de agosto de 2019 | Perugia    | 2-1       | Brescia Calcio |
| 18 de agosto de 2019 | Sassuolo   | 1-0       | Spezia         |
| 18 de agosto de 2019 | Verona     | 1-2       | Cremonese      |
| 18 de agosto de 2019 | Empoli     | 2-1       | Pescara        |
| 18 de agosto de 2019 | Fiorentina | 3-1       | Monza          |
| 18 de agosto de 2019 | Cittadella | 3-3 (5-4) | Carpi          |
| 18 de agosto de 2019 | Cagliari   | 2-1       | Chievo         |
| 18 de agosto de 2019 | Crotone    | 1-3       | Sampdoria      |
| 18 de agosto de 2019 | SPAL       | 3 -1      | FeralpiSalò    |
| 18 de agosto de 2019 | Lecce      | 4-0       | Salernitana    |
| 16 de agosto de 2019 | Genoa      | 4-1       | Imolese        |
| 18 de agosto de 2019 | Ascoli     | 2-0       | Trapani        |
| 18 de agosto de 2019 | Frosinone  | 5-1       | SS Monopoli    |
| 17 de agosto de 2019 | Parma      | 3-1       | Venezia        |
| 18 de agosto de 2019 | Udinese    | 3-1       | Südtirol       |
| 18 de agosto de 2019 | Pisa       | 0-3       | Bologna        |

### Cuarta ronda
| Fecha                  | Local      | Resultado | Visitante  |
| ---------------------- | ---------- | --------- | ---------- |
| 3 de diciembre de 2019 | Sassuolo   | 1-2       | Perugia    |
| 3 de diciembre de 2019 | Cremonese  | 1-0       | Empoli     |
| 3 de diciembre de 2019 | Fiorentina | 2-0       | Cittadella |
| 4 de diciembre de 2019 | Cagliari   | 2-1       | Sampdoria  |
| 4 de diciembre de 2019 | SPAL       | 5-1       | Lecce      |
| 4 de diciembre de 2019 | Genoa      | 3-2       | Ascoli     |
| 5 de diciembre de 2019 | Parma      | 2-1       | Frosinone  |
| 5 de diciembre de 2019 | Udinese    | 4-0       | Bologna    |

## Fase final
|  | octavos de final | octavos de final |       |            | cuartos de final | cuartos de final |  |        | Semifinal | Semifinal | Semifinal | Semifinal |  |        | Final | Final |
|  |                  |                  |       |            |                  |                  |  |        |           |           |           |           |  |        |       |       |
|  | Napoli           | 2                |       |            |                  |                  |  |        |           |           |           |           |  |        |       |       |
|  | Perugia          | 0                |       |            |                  |                  |  |        |           |           |           |           |  |        |       |       |
|  | Perugia          | 0                |       | Napoli     | 1                |                  |  |        |           |           |           |           |  |        |       |       |
|  |                  |                  |       | Napoli     | 1                |                  |  |        |           |           |           |           |  |        |       |       |
|  |                  | Lazio            | 0     |            |                  |                  |  |        |           |           |           |           |  |        |       |       |
|  | Lazio            | Lazio            | 0     | 4          |                  |                  |  |        |           |           |           |           |  |        |       |       |
|  | Lazio            |                  |       | 4          |                  |                  |  |        |           |           |           |           |  |        |       |       |
|  | Cremonese        | 0                |       |            |                  |                  |  |        |           |           |           |           |  |        |       |       |
|  | Cremonese        | 0                |       |            |                  |                  |  | Napoli | 1         | 1         | 2         |           |  |        |       |       |
|  |                  |                  |       |            |                  |                  |  | Napoli | 1         | 1         | 2         |           |  |        |       |       |
|  |                  | Internazionale   | 0     | 1          | 1                |                  |  |        |           |           |           |           |  |        |       |       |
|  | Fiorentina       | Internazionale   | 0     | 1          | 1                | 2                |  |        |           |           |           |           |  |        |       |       |
|  | Fiorentina       |                  |       |            |                  | 2                |  |        |           |           |           |           |  |        |       |       |
|  | Atalanta         | 1                |       |            |                  |                  |  |        |           |           |           |           |  |        |       |       |
|  | Atalanta         | 1                |       | Fiorentina | 1                |                  |  |        |           |           |           |           |  |        |       |       |
|  |                  |                  |       | Fiorentina | 1                |                  |  |        |           |           |           |           |  |        |       |       |
|  |                  | Internazionale   | 2     |            |                  |                  |  |        |           |           |           |           |  |        |       |       |
|  | Internazionale   | Internazionale   | 2     | 4          |                  |                  |  |        |           |           |           |           |  |        |       |       |
|  | Internazionale   |                  |       | 4          |                  |                  |  |        |           |           |           |           |  |        |       |       |
|  | Cagliari         | 1                |       |            |                  |                  |  |        |           |           |           |           |  |        |       |       |
|  | Cagliari         | 1                |       |            |                  |                  |  |        |           |           |           |           |  | Napoli | 0 (4) |       |
|  |                  |                  |       |            |                  |                  |  |        |           |           |           |           |  | Napoli | 0 (4) |       |
|  |                  | Juventus         | 0 (2) |            |                  |                  |  |        |           |           |           |           |  |        |       |       |
|  | Milan            | Juventus         | 0 (2) | 3          |                  |                  |  |        |           |           |           |           |  |        |       |       |
|  | Milan            |                  |       | 3          |                  |                  |  |        |           |           |           |           |  |        |       |       |
|  | SPAL             | 0                |       |            |                  |                  |  |        |           |           |           |           |  |        |       |       |
|  | SPAL             | 0                |       | Milan      | 4                |                  |  |        |           |           |           |           |  |        |       |       |
|  |                  |                  |       | Milan      | 4                |                  |  |        |           |           |           |           |  |        |       |       |
|  |                  | Torino           | 2     |            |                  |                  |  |        |           |           |           |           |  |        |       |       |
|  | Torino           | Torino           | 2     | 1 (5)      |                  |                  |  |        |           |           |           |           |  |        |       |       |
|  | Torino           |                  |       | 1 (5)      |                  |                  |  |        |           |           |           |           |  |        |       |       |
|  | Genoa            | 1 (3)            |       |            |                  |                  |  |        |           |           |           |           |  |        |       |       |
|  | Genoa            | 1 (3)            |       |            |                  |                  |  | Milan  | 1         | 0         | 1         |           |  |        |       |       |
|  |                  |                  |       |            |                  |                  |  | Milan  | 1         | 0         | 1         |           |  |        |       |       |
|  |                  | Juventus (v.)    | 1     | 0          | 1                |                  |  |        |           |           |           |           |  |        |       |       |
|  | Parma            | Juventus (v.)    | 1     | 0          | 1                | 0                |  |        |           |           |           |           |  |        |       |       |
|  | Parma            |                  |       |            |                  | 0                |  |        |           |           |           |           |  |        |       |       |
|  | Roma             | 2                |       |            |                  |                  |  |        |           |           |           |           |  |        |       |       |
|  | Roma             | 2                |       | Roma       | 1                |                  |  |        |           |           |           |           |  |        |       |       |
|  |                  |                  |       | Roma       | 1                |                  |  |        |           |           |           |           |  |        |       |       |
|  |                  | Juventus         | 3     |            |                  |                  |  |        |           |           |           |           |  |        |       |       |
|  | Juventus         | Juventus         | 3     | 4          |                  |                  |  |        |           |           |           |           |  |        |       |       |
|  | Juventus         |                  |       | 4          |                  |                  |  |        |           |           |           |           |  |        |       |       |
|  | Udinese          | 0                |       |            |                  |                  |  |        |           |           |           |           |  |        |       |       |

### Octavos de final
| 9 de enero de 2020 | Torino                                        | 1:1 (1:1, 0:0) (t. s.)(5:3 p.) | Genoa                                    | Olímpico Grande, Turín, Piamonte |                              |
|                    | De Silvestri 23'                              | Reporte                        | Favilli 14'                              | Árbitro(s): Juan Luca Sacchi     | Árbitro(s): Juan Luca Sacchi |
|                    |                                               | Tiros desde el punto penal     |                                          |                                  |                              |
|                    | Belotti · Millico · Rincón · Aina · Berenguer |                                | Destro · Favilli · Cassata · Radovanović |                                  |                              |

| 14 de enero de 2020 | Napoli          | 2:0 (2:0) | Perugia | San Paolo, Nápoles, Campania |                            |
|                     | Insigne 26' 38' | Reporte   |         | Árbitro(s): Luca Massimibk   | Árbitro(s): Luca Massimibk |

| 14 de enero de 2020 | Lazio                                               | 4:0 (2:0) | Cremonese | Olímpico de Roma, Roma, Lacio |                              |
|                     | Patric 10' · Parolo 26' · Immobile 58' · Bastos 89' | Reporte   |           | Árbitro(s): Lorenzo Maggioni  | Árbitro(s): Lorenzo Maggioni |

| 14 de enero de 2020 | Internazionale                              | 4:1 (2:0) | Cagliari  | Estadio Giuseppe Meazza, Milán, Lombardía |                            |
|                     | Lukaku 1', 49' · Valero 22' · Ranocchia 81' | Reporte   | Oliva 73' | Árbitro(s): Daniele Chiffi                | Árbitro(s): Daniele Chiffi |

| 15 de enero de 2020 | Fiorentina               | 2:1 (1:0) | Atalanta   | Artemio Franchi, Florencia, Toscana |                                  |
|                     | Cutrone 11' · Lirola 84' | Reporte   | Iličić 67' | Árbitro(s): Gianluca Manganiello    | Árbitro(s): Gianluca Manganiello |

| 15 de enero de 2020 | Milan                                       | 3:0 (2:0) | SPAL | San Siro, Milán, Lombardía  |                             |
|                     | Piątek 20' · Castillejo 44' · Hernandez 66' | Reporte   |      | Árbitro(s): Davide Ghersini | Árbitro(s): Davide Ghersini |

| 15 de enero de 2020 | Juventus                                                | 4:0 (2:0) | Udinese | Juventus Stadium, Turín, Piamonte |                                |
|                     | Higuaín 16' · Dybala 26' (pen.), 57' · Costa 61' (pen.) | Reporte   |         | Árbitro(s): Gianluca Aureliano    | Árbitro(s): Gianluca Aureliano |

| 16 de enero de 2020 | Parma | 0:2 (0:0) | Roma                       | Ennio Tardini, Parma, Emilia-Romaña |                           |
|                     |       | Reporte   | Pellegrini 49', 76' (pen.) | Árbitro(s): Luca Pairetto           | Árbitro(s): Luca Pairetto |

### Cuartos de final
| 21 de enero de 2020 | Napoli     | 1:0 (1:0) | Lazio | San Paolo, Nápoles, Campania |                          |
|                     | Insigne 2' | Reporte   |       | Árbitro(s): Davide Massa     | Árbitro(s): Davide Massa |

| 22 de enero de 2020 | Juventus                                   | 3:1 (2:0) | Roma              | Juventus Stadium, Turín, Piamonte |                             |
|                     | Ronaldo 26' · Betancur 38' · Bonucci 45+2' | Reporte   | Buffon 50' (a.g.) | Árbitro(s): Gianluca Rocchi       | Árbitro(s): Gianluca Rocchi |

| 28 de enero de 2020 | Milan                                                       | 4:2 (1:1, 2:2) (t. s.) | Torino          | San Siro, Milán, Lombardía  |                             |
|                     | Bonaventura 12' · Çalhanoğlu 90+1', 106' · Ibrahimovic 108' | Reporte                | Bremer 34', 71' | Árbitro(s): Fabrizio Pasqua | Árbitro(s): Fabrizio Pasqua |

| 29 de enero de 2020 | Internazionale             | 2:1 (1:0) | Fiorentina  | Estadio Giuseppe Meazza, Milán, Lombardía |                            |
|                     | Candreva 44' · Barella 67' | Reporte   | Cáceres 60' | Árbitro(s): Daniele Doveri                | Árbitro(s): Daniele Doveri |

### Semifinales
| 12 de febrero de 2020 | Internazionale | 0:1 (0:0) | Napoli     | Estadio Giuseppe Meazza, Milán, Lombardía |                                 |
|                       |                | Reporte   | Fabián 57' | Árbitro(s): Gianpaolo Calvarese           | Árbitro(s): Gianpaolo Calvarese |

| 13 de junio de 2020 | Napoli      | 1:1 (1:1) | Internazionale | San Paolo, Nápoles, Campania |                             |
|                     | Mertens 41' | Reporte   | Eriksen 2'     | Árbitro(s): Gianluca Rocchi  | Árbitro(s): Gianluca Rocchi |

| 13 de febrero de 2020 | Milan     | 1:1 (0:0) | Juventus             | San Siro, Milán, Lombardía |                          |
|                       | Rebić 61' | Reporte   | Ronaldo 90+1' (pen.) | Árbitro(s): Paolo Valeri   | Árbitro(s): Paolo Valeri |

| 12 de junio de 2020 | Juventus | 0:0     | Milan | Juventus Stadium, Turín, Piamonte |                            |
|                     |          | Reporte |       | Árbitro(s): Daniele Orsato        | Árbitro(s): Daniele Orsato |

### Final
| 1          | POR        | Alex Meret          |     |
| 22         | DEF        | Giovanni Di Lorenzo |     |
| 19         | DEF        | Nikola Maksimović   |     |
| 26         | DEF        | Kalidou Koulibaly   |     |
| 6          | DEF        | Mário Rui           | 81' |
| 8          | MED        | Fabián Ruiz         | 80' |
| 4          | MED        | Diego Demme         |     |
| 20         | MED        | Piotr Zieliński     | 88' |
| 7          | DEL        | José María Callejón | 66' |
| 14         | DEL        | Dries Mertens       | 67' |
| 24         | DEL        | Lorenzo Insigne     |     |
| Entrenador | Entrenador | Gennaro Gattuso     |     |

| 77         | POR        | Gianluigi Buffon  |     |
| 16         | DEF        | Juan Cuadrado     | 85' |
| 4          | DEF        | Matthijs de Ligt  |     |
| 19         | DEF        | Leonardo Bonucci  |     |
| 12         | DEF        | Alex Sandro       |     |
| 30         | MED        | Rodrigo Betancur  |     |
| 5          | MED        | Miralem Pjanić    | 74' |
| 14         | MED        | Blaise Matuidi    |     |
| 11         | MED        | Douglas Costa     | 65' |
| 10         | DEL        | Paulo Dybala      |     |
| 7          | DEL        | Cristiano Ronaldo |     |
| Entrenador | Entrenador | Maurizio Sarri    |     |

| 21 | DEL | Matteo Politano | 66' |
| 99 | DEL | Arkadiusz Milik | 67' |
| 5  | MED | Allan           | 80' |
| 23 | DEF | Elseid Hysaj    | 81' |
| 12 | MED | Elif Elmas      | 88' |

| 13 | DEF | Danilo                | 65' |
| 33 | DEL | Federico Bernardeschi | 74' |
| 8  | MED | Aaron Ramsey          | 85' |

|                   |                  | 0:0 | Fallo de penal (Atajado) | Paulo Dybala     |
| Lorenzo Insigne   | Acierto de penal | 1:0 |                          |                  |
|                   |                  | 1:0 | Fallo de penal (Atajado) | Danilo           |
| Matteo Politano   | Acierto de penal | 2:0 |                          |                  |
|                   |                  | 2:1 | Acierto de penal         | Leonardo Bonucci |
| Nikola Maksimovic | Acierto de penal | 3:1 |                          |                  |
|                   |                  | 3:2 | Acierto de penal         | Aaron Ramsey     |
| Arkadiuz Milik    | Acierto de penal | 4:2 |                          |                  |

| Amonestado | 77' | Mario Rui |

| Amonestado | 51' | Leonardo Bonucci |
| Amonestado | 83' | Paulo Dybala     |

| Árbitro             | Daniele Doveri      |
| Árbitros asistentes | Giacomo Paganessi   |
| Árbitros asistentes | Stefano Alassio     |
| Cuarto árbitro      | Gianpaolo Calvarese |

| 1          | POR        | Alex Meret          |     |
| 22         | DEF        | Giovanni Di Lorenzo |     |
| 19         | DEF        | Nikola Maksimović   |     |
| 26         | DEF        | Kalidou Koulibaly   |     |
| 6          | DEF        | Mário Rui           | 81' |
| 8          | MED        | Fabián Ruiz         | 80' |
| 4          | MED        | Diego Demme         |     |
| 20         | MED        | Piotr Zieliński     | 88' |
| 7          | DEL        | José María Callejón | 66' |
| 14         | DEL        | Dries Mertens       | 67' |
| 24         | DEL        | Lorenzo Insigne     |     |
| Entrenador | Entrenador | Gennaro Gattuso     |     |

| 77         | POR        | Gianluigi Buffon  |     |
| 16         | DEF        | Juan Cuadrado     | 85' |
| 4          | DEF        | Matthijs de Ligt  |     |
| 19         | DEF        | Leonardo Bonucci  |     |
| 12         | DEF        | Alex Sandro       |     |
| 30         | MED        | Rodrigo Betancur  |     |
| 5          | MED        | Miralem Pjanić    | 74' |
| 14         | MED        | Blaise Matuidi    |     |
| 11         | MED        | Douglas Costa     | 65' |
| 10         | DEL        | Paulo Dybala      |     |
| 7          | DEL        | Cristiano Ronaldo |     |
| Entrenador | Entrenador | Maurizio Sarri    |     |

| 21 | DEL | Matteo Politano | 66' |
| 99 | DEL | Arkadiusz Milik | 67' |
| 5  | MED | Allan           | 80' |
| 23 | DEF | Elseid Hysaj    | 81' |
| 12 | MED | Elif Elmas      | 88' |

| 13 | DEF | Danilo                | 65' |
| 33 | DEL | Federico Bernardeschi | 74' |
| 8  | MED | Aaron Ramsey          | 85' |

|                   |                  | 0:0 | Fallo de penal (Atajado) | Paulo Dybala     |
| Lorenzo Insigne   | Acierto de penal | 1:0 |                          |                  |
|                   |                  | 1:0 | Fallo de penal (Atajado) | Danilo           |
| Matteo Politano   | Acierto de penal | 2:0 |                          |                  |
|                   |                  | 2:1 | Acierto de penal         | Leonardo Bonucci |
| Nikola Maksimovic | Acierto de penal | 3:1 |                          |                  |
|                   |                  | 3:2 | Acierto de penal         | Aaron Ramsey     |
| Arkadiuz Milik    | Acierto de penal | 4:2 |                          |                  |

| Amonestado | 77' | Mario Rui |

| Amonestado | 51' | Leonardo Bonucci |
| Amonestado | 83' | Paulo Dybala     |

| Árbitro             | Daniele Doveri      |
| Árbitros asistentes | Giacomo Paganessi   |
| Árbitros asistentes | Stefano Alassio     |
| Cuarto árbitro      | Gianpaolo Calvarese |

|           |
|           |
| Campeón   |
| Napoli    |
| 6º título |